# Стукалов, Алексей Борисович
Алексей Борисович Стука́лов (род. 24 ноября 1983, Ставрополь) — российский футбольный тренер.

## Биография
Родился 24 ноября 1983 года в Ставрополе в семье тренера Бориса Стукалова.
В 2005 году начал работать в СДЮСШОР московского клуба «Смена», где до 2007 года занимал должность тренера-преподавателя. С 2007 по 2008 годы тренировал команду «Спасатель», с которой выступал на первенстве Московской области.
С 2009 года — в структуре клуба «Химки». Первоначально работал в СДЮСШОР, тренируя команду 1998 года рождения, затем вошёл в тренерский штаб фарм-клуба «Химки-М». Летом 2015 года стал ассистентом главного тренера команды Вадима Хафизова. С февраля по июль 2016 года был главным тренером «Химки-М».
В 2016 году покинул «Химки», став ассистентом Игоря Захаряка в калининградской «Балтике».
31 марта 2017 года воссоединился с Вадимом Хафизовым в саратовском «Соколе», выступавшем в ФНЛ. По окончании сезона клуб вылетел в ПФЛ, а Стукалов сменил Хафизова на посту главного тренера. Под его руководством команда финишировала на 8-м месте группы «Центр». 5 декабря 2018 года по семейным обстоятельствам оставил пост.
14 января 2019 года возглавил «Велес». По итогам сезона 2019/20 клуб занял первое место в зоне «Запад» первенства ПФЛ и впервые в истории вышел в ФНЛ. 7 апреля 2021 года «Велес» объявил об отставке Стукалова, команда на тот момент занимала 8-е место в турнирной таблице.
Через два дня после этого, 9 апреля он был назначен главным тренером клуба «Уфа», выступавшем в Российской премьер-лиге. Дебютную игру провёл 10 апреля против «Ахмата» в 25-м туре РПЛ (матч закончился победой «Уфы» со счётом 3:0). Сумел сохранить команде место в Премьер-лиге, финишировав на 13-м месте в турнирной таблице.
В последнем туре чемпионата 2021/22 в драматичном гостевом матче, по итогам которого одна из команд покидала премьер-лигу, «Уфа» обыграла «Рубин» 2:1. В стыковых матчах «Уфа» уступила «Оренбургу»: в первом матче «Оренбург» дома добыл ничью, проигрывая 0:2, а в ответной игре Андрей Малых забил победный гол на 90+4-й минуте, сделав счёт 2:1. Через два дня контракт со Стукаловым по согласию сторон был расторгнут.
27 июня 2022 года возглавил «Ротор». В сезоне 2022/23 во второй лиге клуб занял третье место в турнирной таблице, набрав 64 очка и отстав от первого места на восемь очков, а от второго на одно очко. В следующем сезоне «Ротор» попал в «Золотую группу» дивизиона А Второй лиги. 8 августа 2023 года, после неудачного старта (три ничьи и одно поражение), Стукалов покинул пост главного тренера «Ротор».
19 ноября 2024 года вновь стал главным тренером саратовского «Сокола». 31 марта 2025 года наблюдательный совет клуба утвердил расторжение контракта со Стукаловым.
1 июля 2025 года вновь занял пост главного тренера «Велеса».

## Достижения
- Победитель Первенства ПФЛ (зона «Запад»): 2019/20

## Тренерская статистика
| Команда         | Начало работы  | Завершение работы | Показатели | Показатели | Показатели | Показатели | Показатели |
| Команда         | Начало работы  | Завершение работы | М          | В          | Н          | П          | % побед    |
| --------------- | -------------- | ----------------- | ---------- | ---------- | ---------- | ---------- | ---------- |
| Сокол (Саратов) | 26 мая 2017    | 5 декабря 2018    | 46         | 24         | 9          | 13         | 052,17     |
| Велес           | 14 января 2019 | 7 апреля 2021     | 65         | 36         | 14         | 15         | 055,38     |
| Уфа             | 9 апреля 2021  | 30 мая 2022       | 40         | 9          | 16         | 15         | 022,50     |
| Ротор           | 27 июня 2022   | 8 августа 2023    | 37         | 20         | 10         | 7          | 054,05     |
| Сокол (Саратов) | 19 ноября 2024 | 31 марта 2025     | 7          | 0          | 3          | 4          | 000,00     |
| Велес           | 1 июля 2025    | н. в.             | 0          | 0          | 0          | 0          | —          |
| Итого           | Итого          | Итого             | 195        | 89         | 52         | 54         | 045,64     |